# 帕羅赫盧斯湖
帕羅赫盧斯湖（英語：Parochlus Lake），是南極洲的湖泊，位於南喬治亞群島，在1990年由英國南極名稱諮詢委員會所命名，該湖泊由英國海外領土管轄。